# آرپایا
آرپایا (به ایتالیایی: Arpaia) یک کومونه در ایتالیا است که در استان بنونتو واقع شده‌است.

## خصوصیات
آرپایا ۵٫۲ کیلومترمربع مساحت و ۱٬۹۲۰ نفر جمعیت دارد.